# Rafał Gan-Ganowicz
Rafał Gan-Ganowicz conocido también con el seudónimo "Jerzy Rawicz" (23 de abril de 1932 en Wawer, Polonia - 22 de noviembre de 2002 en Lublin) fue un soldado polaco en el exilio, mercenario, periodista, corresponsal de Radio Free Europe, activista político y social, miembro Consejo Nacional de la República de Polonia.

## Guerra y el período de posguerra
Su familia es de ascendencia tártara, usando el escudo de armas de Rawicz. Su padre fue soldado durante algún tiempo en la Legión Extranjera Francesa, luego fue a trabajar a Argentina.
Su madre murió durante la campaña de septiembre, y su padre murió en Levantamiento de Varsovia. El huérfano Gan-Ganowicz entró en contacto con Ejército Rojo "lo que un soviético no puede tomar, lo destruirá" y como resultado "el anticomunismo no salió de la casa, pero los comunistas le enseñaron". En la Polonia de la posguerra, cuando era adolescente, creó una organización clandestina que distribuía folletos anticomunistas y pintaba consignas en las paredes.
En junio de 1950 el Ministerio de Seguridad Pública encontró a la organización y Gan-Ganowicz planeó escapar a Breslavia. Finalmente salió de Polonia escondido en los bajos de un tren de mercancías que se dirigía a Berlín Oeste, donde se unió al servicio de guardia estadounidense. Varios meses después fue a Francia, donde aprobó su examen de ingreso y completó los estudios de oficiales organizados por la OTAN y un curso de paracaidismo. Recibió el grado de segundo teniente el 11 de noviembre de 1959 en Londres de manos del general Władysław Anders. En París enseñó en la escuela polaca.

## Participación en conflictos armados

### Congo
En 1965 se alistó en Bruselas en el ejército de Moise Tshombe, el primer ministro del Congo y el líder secesionista del Estado de Katanga. Mandó a uno de los batallones allí, luchando junto a otros mercenarios polacos como Józef Swara, Kazimierz Topór-Staszak y Stanisław Krasicki.

### Yemen
En 1967 coorganizó la defensa contra la rebelión en Yemen. Las actividades del grupo Gan-Ganowicz lideraron, entre otros derribar durante una misión de combate un avión ruso pilotado por el coronel Kozlov, comandante de un grupo de "asesores soviéticos" que lucharon en Yemen del lado de los comunistas. Los documentos encontrados en Kozłów (incluida una lista de soldados rusos en Yemen) sirvieron como evidencia del apoyo activo a la rebelión militar por parte de la URSS, algo que los soviéticos negaron tercamente en el foro de Naciones Unidas. Gan-Ganowicz también describió los intentos de reclutamiento de los comunistas cubanos, quienes se refirieron al financiamiento que recibía Ernesto Guevara quien luchó por ellos en Bolivia.

## Actividades anticomunistas
Después de regresar a Francia, se estableció en París con un empleo, entre otros como conductor, electricista, traductor y activo en organizaciones de veteranos. Cuando el 13 de diciembre de 1981 el gobierno de la República Popular de Polonia introdujo en Polonia la ley marcial, coorganizó manifestaciones en defensa de los prisioneros de la organización Solidaridad. En la década de 1980 fue representante extranjero de la organización clandestina "Fighting Solidarity". También fue corresponsal Radio Free Europe, apareciendo bajo el seudónimo de "Jerzy Rawicz".
Gan-Ganowicz escribió sus recuerdos en el libro Kondotierzy. El libro fue publicado muchas veces en la editorial clandestina Samizdat en la década de 1980 (entre otros por Fighting Solidarity) y en los 90 (al menos dos compañías privadas), así como en el extranjero. No terminó el segundo libro, sobre unidades de centinela estadounidenses.
Por orden del Presidente de la República de Polonia en el exilio Ryszard Kaczorowski  del 11 de noviembre de 1989, fue nombrado miembro de Consejo Nacional de la República de Polonia de Francia en el VIII mandato (1989-1991).
En febrero de 1997 regresó permanentemente a Polonia, se estableció en Varsovia y luego se mudó a Lublin, donde cooperó con la Fundación Joven Democracia, y con Fundación Infancia feliz. Era amigo entre otros con Ewa Kubasiewicz-Houée y Tadeusz Sikora, poeta y compositor. Vivió en Lublin hasta su muerte.
En 2006, el escritor y periodista Jacek Indelak, quien fue consultor en el set de la película "Pistola en alquiler, la guerra privada de Rafał Gan-Ganowicz", citó su conversación con Gan-Ganowicz, donde la pregunta: "¿Cómo es matar a un hombre?" Él respondió: "No lo sé. Solo maté comunistas.".

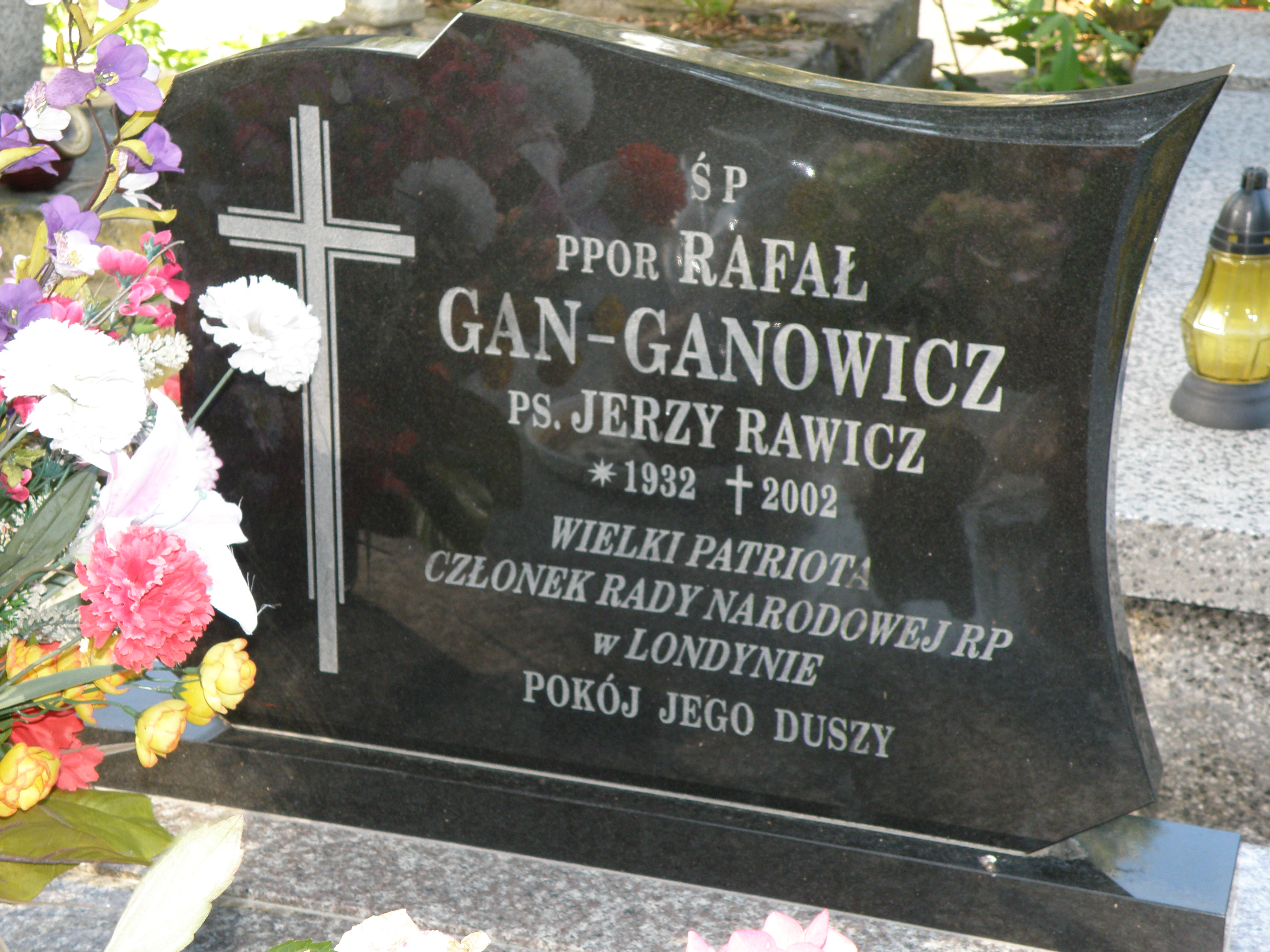
La lápida de Rafał Gan-Ganowicz.

Murió de cáncer de pulmón el 22 de noviembre de 2002, a la edad de 70 años. El funeral tuvo lugar el 26 de noviembre de 2002 en Lublin. Fue enterrado en el cementerio funerario de la parroquia en Kalinowszczyzna en Lublin.
Estaba casado, tenía una hija Ewa.

## "Pistola en alquiler"
En 1996 Piotr Zarębski comenzó a hacer una película sobre Rafał Gan-Ganowicz titulada "Pistola en alquiler, la guerra privada de Rafał Gan-Ganowicz". Aunque el guion fue aprobado por el primer programa de TVP, la película se perdió en enero de 1997. El pretexto era "alabar la violencia", de hecho, prevalecieron las consideraciones políticas. Gracias a la campaña mediática del periódico Życie (incluido un artículo de Andrzej Rafał Potocki, "¿Quién teme a Rafał Gan-Ganowicz?") Asociado a actividades políticas (62 diputados presentaron interpelaciones en este asunto), la película se estrenó en la parrilla de programación con alta audiencia.
Luego hubo proyecciones de películas en varias ciudades polacas, que fueron visitadas por varios miles de personas. Desde entonces, Rafał Gan-Ganowicz se hizo conocido en los círculos polacos anticomunistas.

## Rendimiento de teatro de televisión "Operación Reszka"
Rafał Gan-Ganowicz es uno de los héroes de la obra basada en los hechos de "Operación Reszka" de Włodzimierz Kuligowski, basada en los de los servicios de inteligencia comunistas, los cuales le tienden una trampa al activista por la democracia, Piotr Jegliński. No fue nombrado en el guion y aparece como "Rafał" en la actuación.

## Publicaciones
- Rafał Gan-Ganowicz, "Kondotierzy", Breslavia: NAWA - Agencia de publicación independiente de lucha solidaria, 1988; (reanudación en la segunda circulación) Cracovia: "V", 1989; Varsovia: Estructura interempresarial de solidaridad 1989; (edición traducida) Londres: Pol. Fondo. Kulturalna, 1989 ISBN  0-85065-201-4; (renovaciones legales en el país) Varsovia: "Optimus", 1991 ISBN 83-900165-0-8; Varsovia: "Alfa-Wero", 1999 ISBN 83-7179-170-4: Editorial Prohibita Varsovia 2013

## Reconocimientos
Por orden del Presidente de la República de Polonia Lech Kaczyński del 15 de junio de 2007, se le otorgó póstumamente la Cruz del Oficial Orden del Renacimiento de Polonia por servicios sobresalientes en las actividades de cambio democrático en Polonia, por logros en la empresa en beneficio del país del trabajo profesional y social.